# Městské muzeum Týn nad Vltavou
Městské muzeum Týn nad Vltavou bylo založeno v srpnu roku 1930 na základě iniciativy vltavotýnských představitelů veřejného života v čele s místním  řídícím učitelem Bedřichem Karáskem. Od poloviny 50. let 20. století muzeum sídlí v budově bývalého arcibiskupského zámku na náměstí Míru v Týně nad Vltavou (okres České Budějovice). Expozice muzea jsou věnovány nejen regionální historii a vlastivědě, včetně loutkářské tradice na Vltavotýnsku a historie zdejšího vorařství, ale také dalšímu místnímu fenoménu  –  původu a výskytu jihočeských vltavínů. Muzeum je součástí Městského centra kultury a vzdělávání v Týně nad Vltavou.

## Historie
První snahy o založení muzea  v Týně nad Vltavou byly zaznamenány již na konci 19. století, k realizaci této myšlenky však došlo až po vzniku samostatného československého státu. V roce 1929 byla ustavena komise, která připravila otevření nového městského muzea, které bylo založeno v následujícím roce. První roky byly věnovány shromažďování sbírkových předmětů, které byly zpočátku umístěny v provizorních prostorách na vltavotýnské radnici. V roce 1932 byly sbírky přestěhovány do budovy staré městské opatrovny poblíž kostela sv. Jakuba. Slavnostní otevření městského muzea se uskutečnilo 19. června 1932.

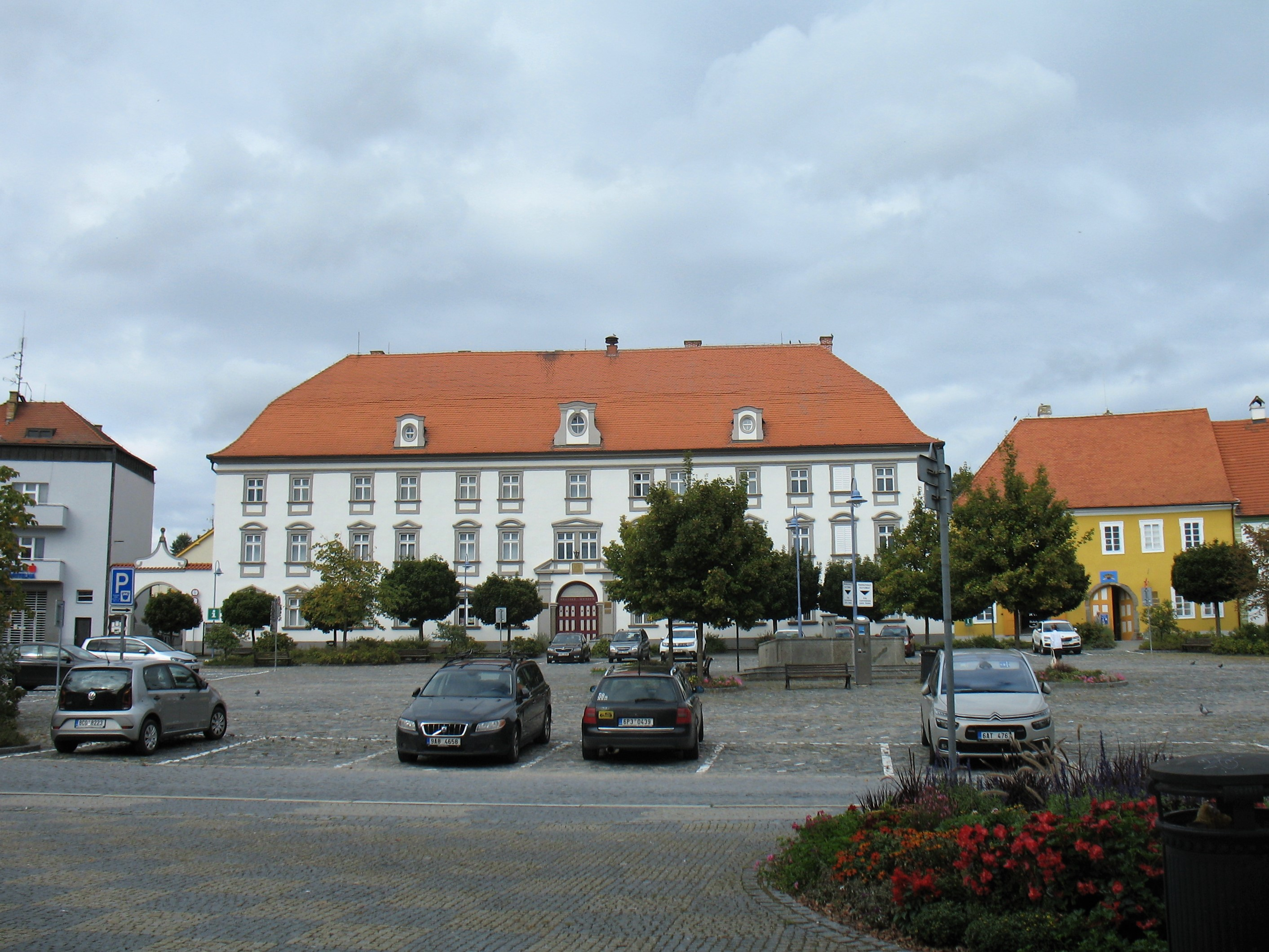
Bývalý arcibiskupský zámek

V roce 1944 bylo muzeum na příkaz protektorátních úřadů uzavřeno. Po druhé světové válce bylo muzeum zestátněno a od roku 1953 bylo zařazeno do sítě okresních muzeí v Československu. V polovině 50. let 20. století se sídlem Městského muzea v Týně nad Vltavou stál bývalý arcibiskupský zámek. Postupně vznikaly ucelené expozice –  v roce 1987 expozice vltavínů, v roce 1988 výstava, věnovaná jaderné energetice v souvislosti s výstavbou temelínské elektrárny, a v polovině 90. let vznikly expozice Svět loutek a pamětní síň Alfréda Radoka. V roce 2008 bylo zpřístupněno vltavotýnské podzemí, které v uvedené době rovněž spadalo pod správu muzea.
V roce 2014 se s podporou Evropského fondu pro regionální rozvoj uskutečnila rozsáhlá rekonstrukce a modernizace expozic  muzea. Modernizované interiéry muzea byly slavnostně zpřístupněny veřejnosti 1. prosince 2014.

## Expozice
Velkou část 1. poschodí bývalého arcibiskupského zámku zaujímá nově uspořádaná interaktivní muzejní expozice, věnovaná historii města a jeho okolí. Návštěvník zde má možnost komunikovat s exponáty a technologiemi, které jim zprostředkovávají nejrůznější zážitky. U vstupu a v sále středověku a renesance návštěvníka provází hlas rytíře Prokopa Čabelického, posledního zástavního držitele vltavotýnského hradu a panství z rodu Čabelických ze Soutic. Dalšímu sálu, věnovanému historii 18. století, dominuje interaktivní diorama stálého vojenského tábora a dělostřeleckého cvičiště Velký Depot. Po selské světničce se stodolou následuje interaktivní expozice, věnovaná voroplavbě. V dalších sálech 1. poschodí zámku je expozice o historii 19. a 20. století a pamětní síň divadelního a filmového režiséra Alfréda Radoka, který pocházel z Kolodějí nad Lužnicí. Tuto část muzea uzavírá sál, koncipovaný v podobě historické školní třídy. Návštěvníci zde mohou usednout do školních lavic a prostřednictvím dotykových e-booků zjistit podrobné informace o dějinách vltavotýnského regionu a o místních osobnostech.

### Vltavotýnský poklad
Čestné místo v sále středověku a renesance  v 1. poschodí zaujímá hologram tzv. vltavotýnského pokladu. Poklad, který tvoří soubor dvou zlacených ženských pásů, dvou stříbrných, silně zlacených kalichů a čtyř mincí,  byl nalezen 19. února 1970 během rekonstrukce historického domu U Modré hvězdy, stojícího na rohu vltavotýnského náměstí a ulice Horní Brašov. Kalichy a pásy pocházejí pravděpodobně ze sklonku 16. století. Mezi mincemi jsou dva zlaté dukáty uherského krále Matyáše Korvína (1458–1490) a zlatý dukát krále Vladislava II. Jagellonského. Poslední z mincí pochází z pozdější doby – jedná se o zlatý uherský dukát císaře Rudolfa II. (1576–1608). Samotný poklad je v muzeu vystavován jen výjimečně, příležitostně bývá zapůjčován na výstavy v ČR i v zahraničí.

### Expozice vltavínů
Muzeum v Týně nad Vltavou vlastní sbírku téměř 1000 specifických tektitů  – vltavínů neboli moldavitů, vyskytujících se zejména v oblasti jižních Čech, na jihu Moravy či v chebské pánvi, v menším množství též v Lužici, tj. na území Saska. Vznik vltavínů je dáván do souvislosti s dopadem velkého asteroidu na území dnešního Bavorska při hranicích s německou spolkovou zemí Bádensko-Württembersko, ke kterému došlo před zhruba 14,7 miliony let. Vesmírné těleso po dopadu vytvořilo impaktní kráter, známý jako Ries nebo Rieský kráter (německy Nördlinger Ries), a proniklo do hlubších vrstev, přičemž se vymrštilo do zemské atmosféry značné množství hmoty, která se vlivem velkých tlaků a teplot roztavila a po ochlazení se proměnila v kousky zelenkavého skla, které vějířovitě dopadly na zem 200 až 400 km východně od Rieského kráteru. Sbírce vltavínů je v muzeu vyhrazen samostatný sál, jehož součástí je zvláštní panel s vltavíny z různých jihočeských nalezišť. Tyto tektity z jihočeského regionu jsou zde umístěny tak, že jsou prosvíceny denním světlem, takže návštěvník si je může prohlédnout do nejmenších podrobností. Expozice je doplněna interaktivní simulací pádu meteorického roje.

### Svět loutek
Velká část 2. poschodí zámku je vyhrazena stálé expozici, nazvané „Svět loutek“. Jsou zde vystaveny jak klasické marionety, připomínající známého českého loutkáře Matěje Kopeckého, pohřbeného na místním hřbitově v Týně nad Vltavou, tak i desítky dalších loutek a maňásků, zhotovených v dílnách místních řezbářů a  ve výrobně maňásků v Kolodějích nad Lužnicí. Expozice je doplněna množstvím dalších materiálů, jako jsou plakáty, rukopisy, úřední dokumenty či divadelní kulisy.

## Galerie

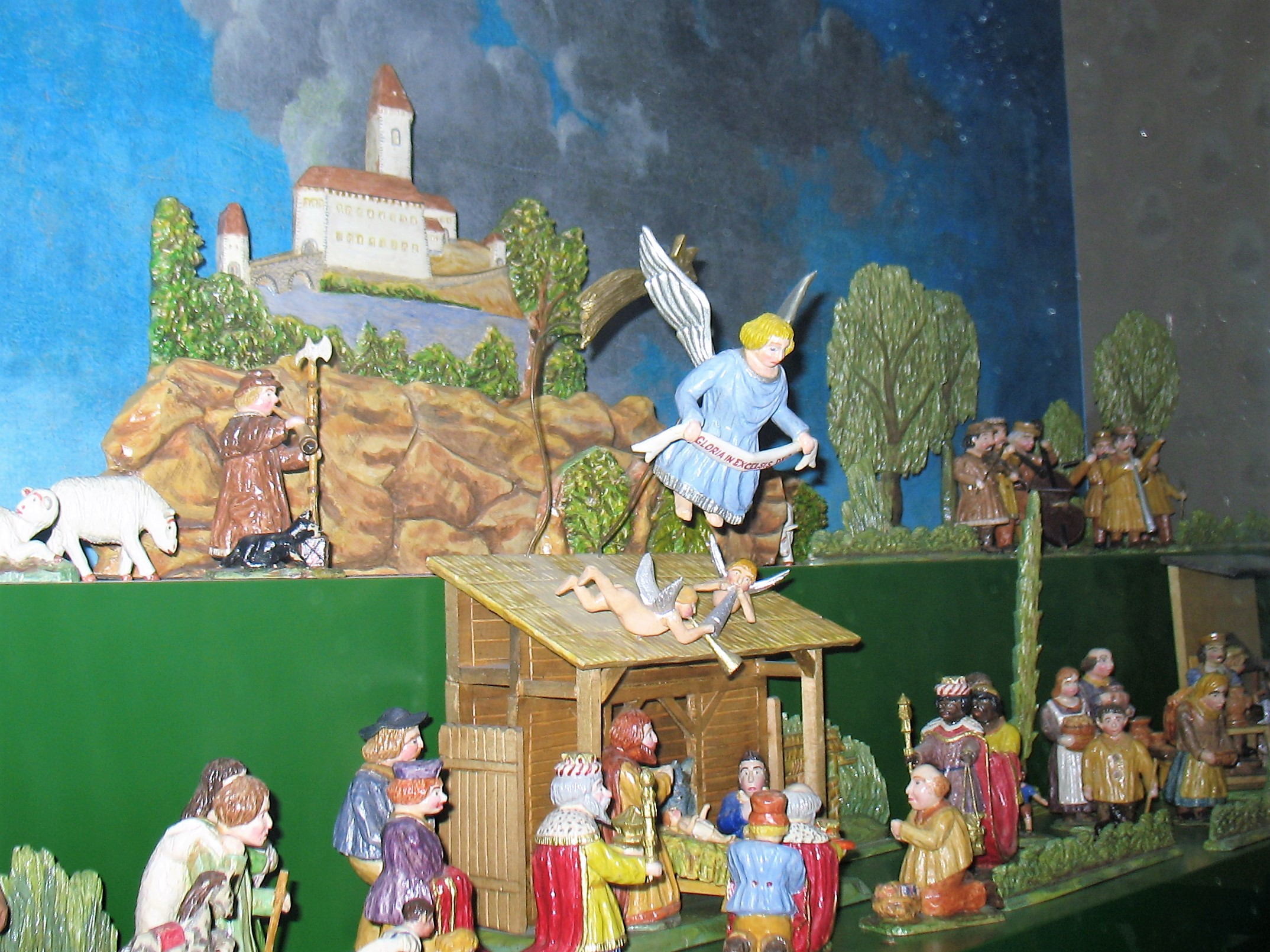
Betlém místního řezbáře Františka Kobery
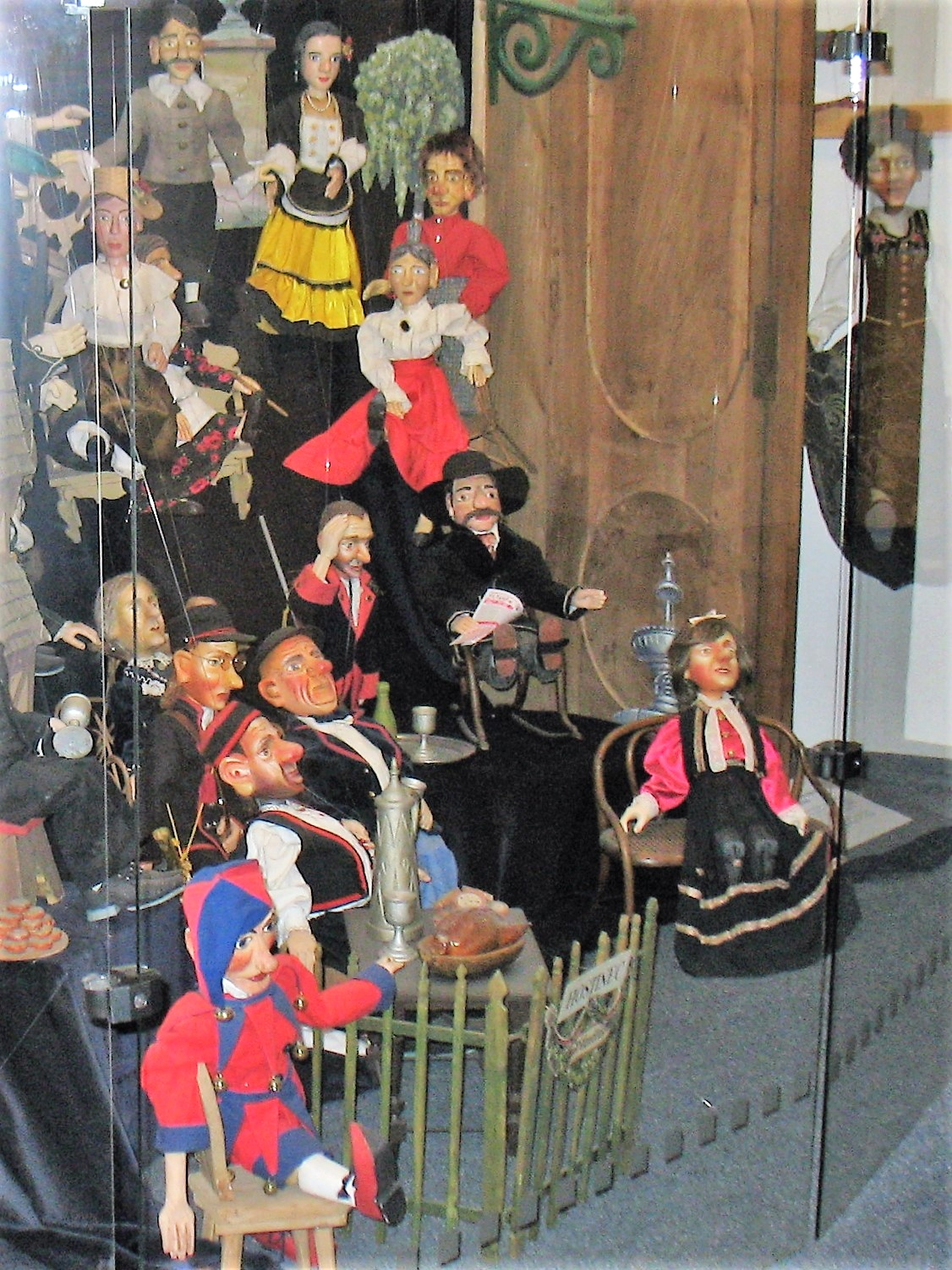
Svět loutek ve 2. poschodí zámku
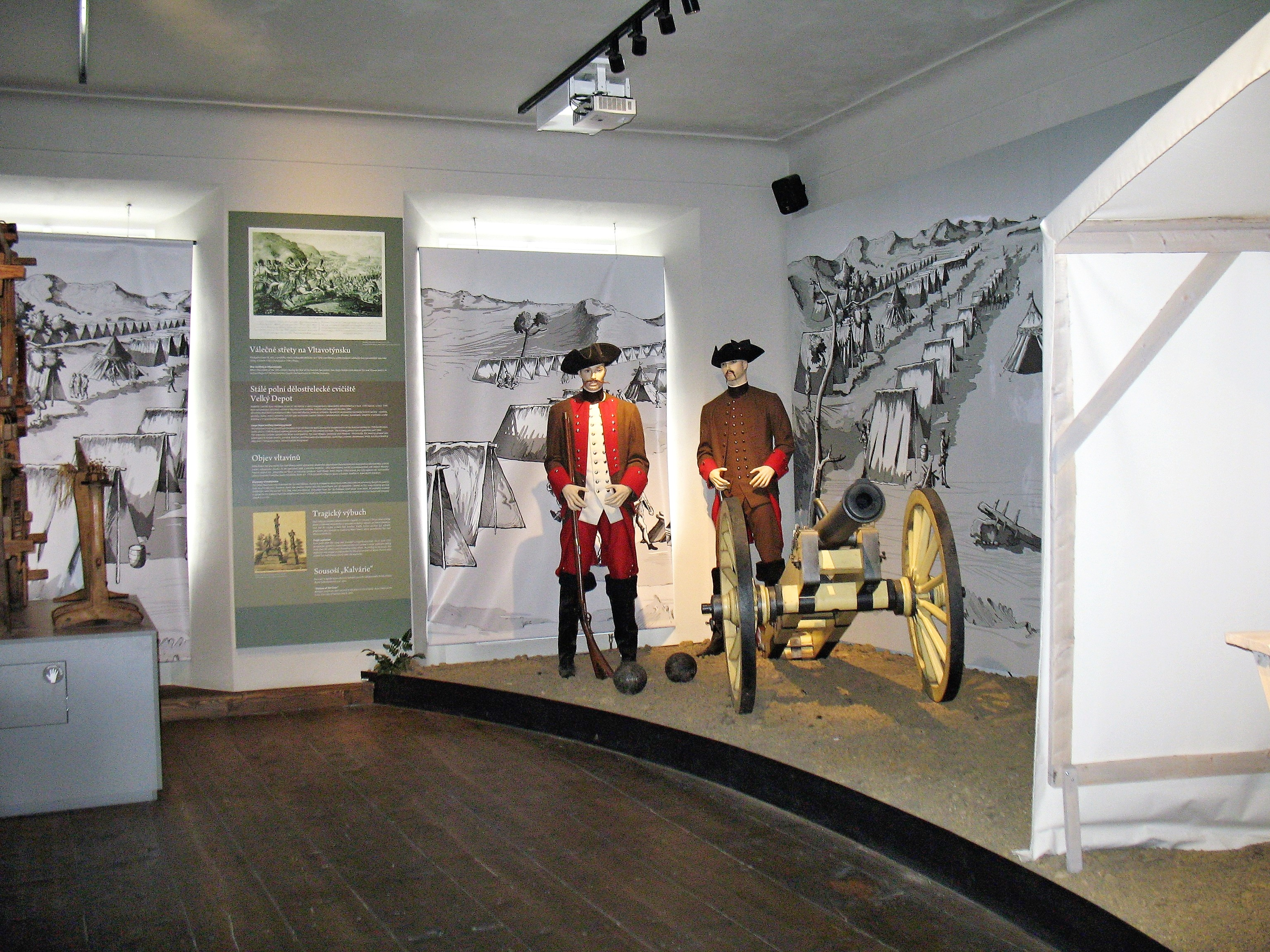
Historie vojenského cvičiště Velký Depot
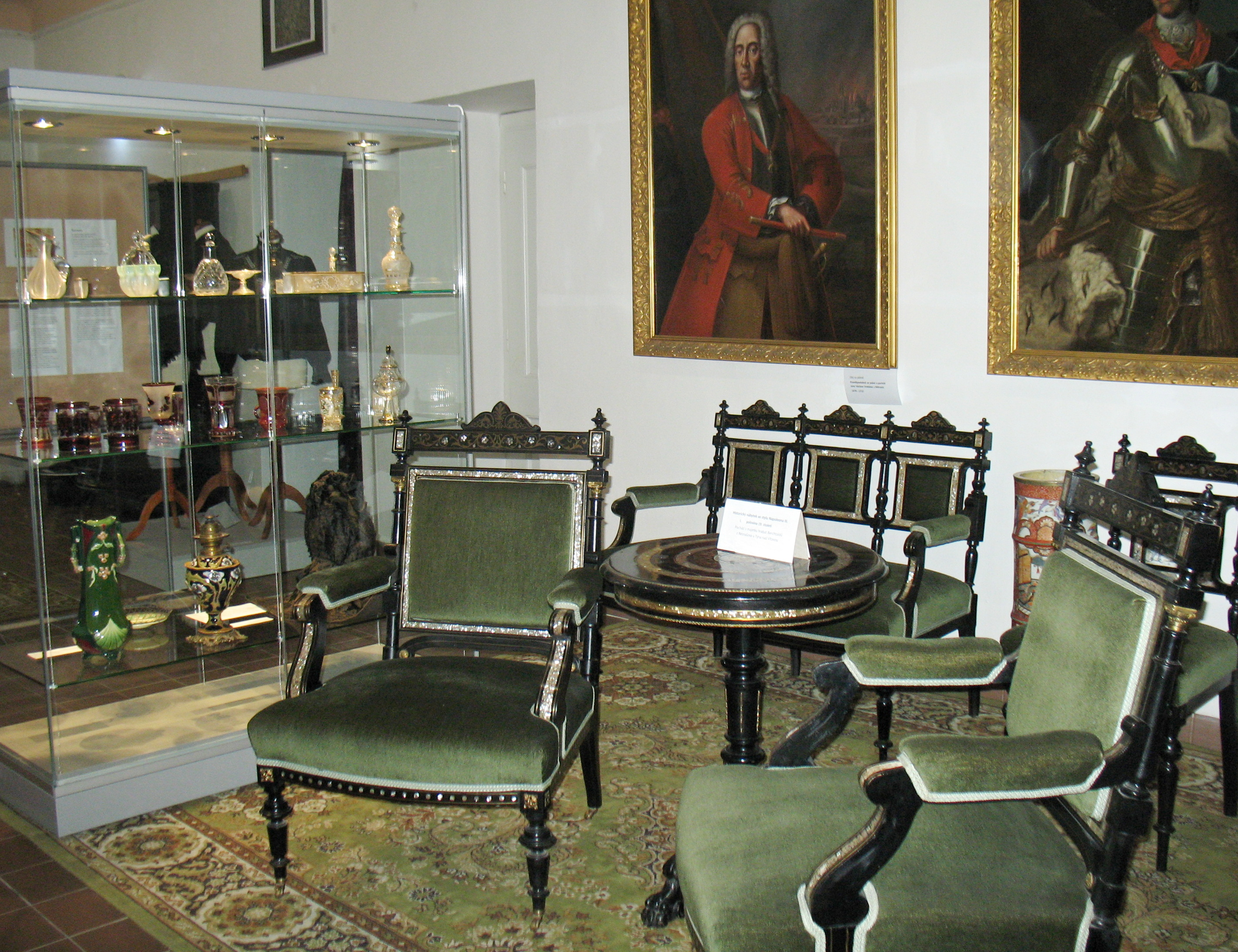
Expozice historického nábytku a skla
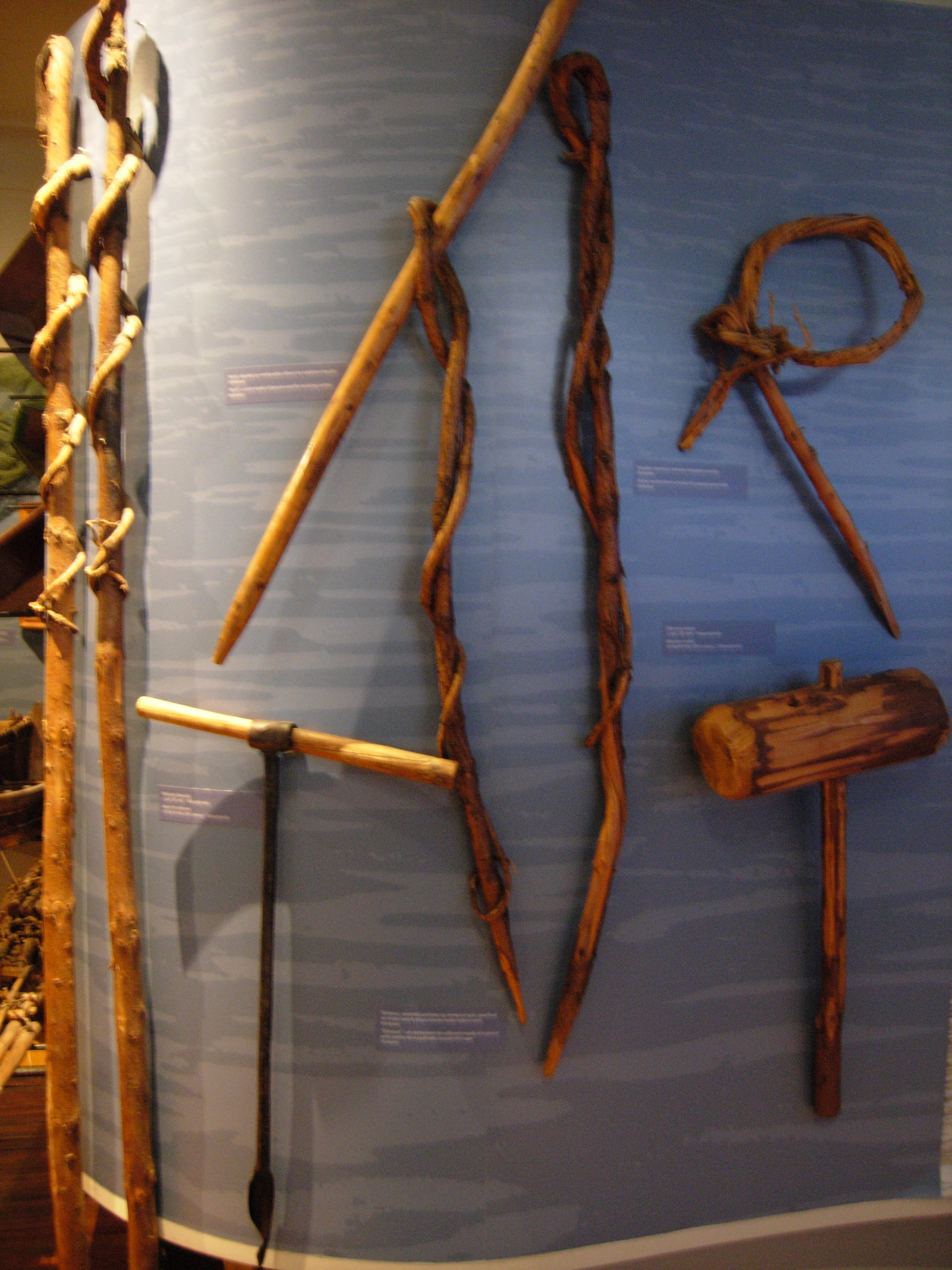
Houžve a další pomůcky jihočeských vorařů
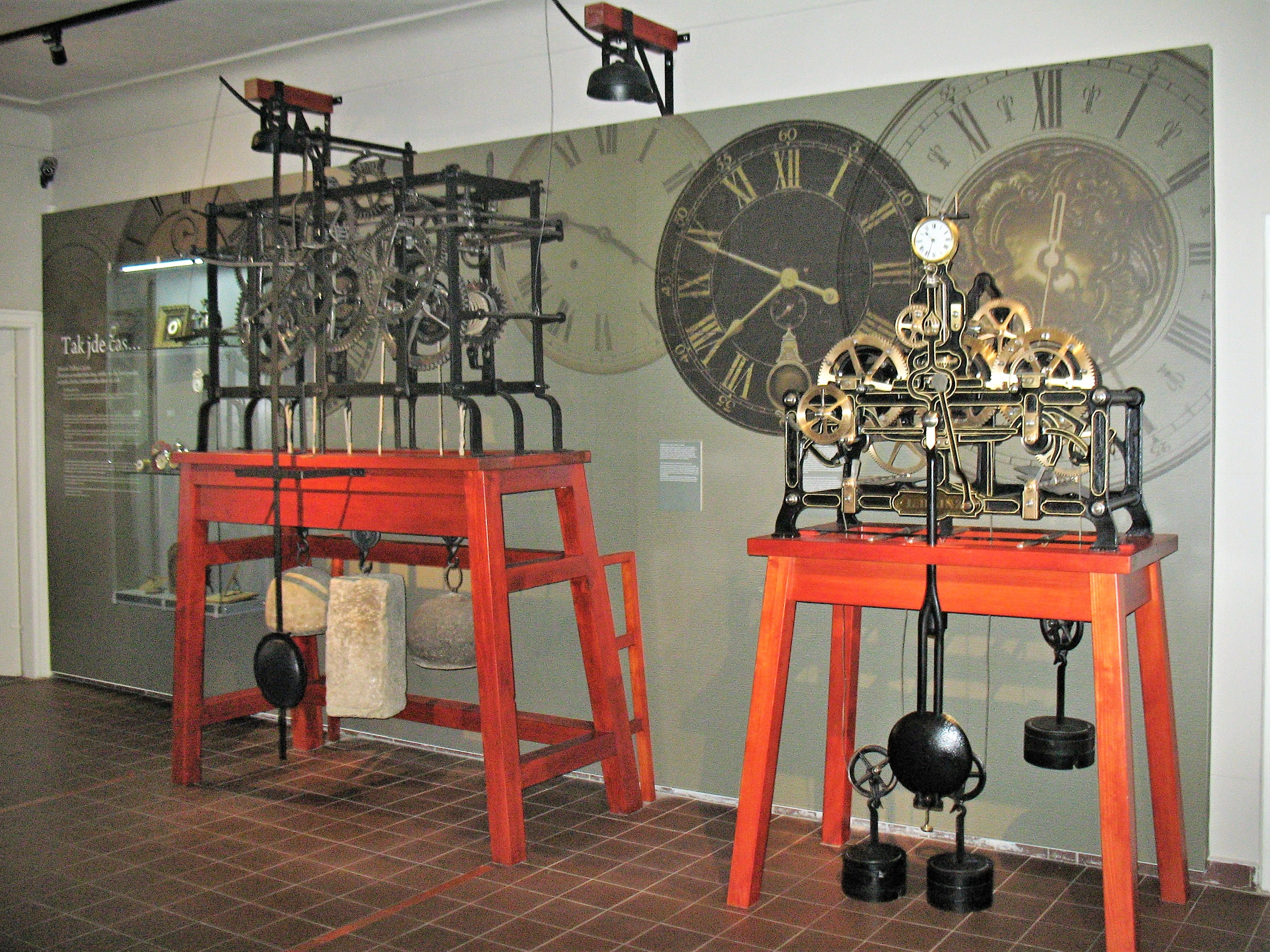
Hodinové stroje ve vstupní hale muzea